# 味丹企業
味丹企業（みたんきぎょう）は、台湾台中市に本社を置く食品加工会社である。

## 概要
1952年に沙鹿市場内に協成商行が設立。1954年には、 味正食品廠としてグルタミン酸ナトリウムの販売が始まった。1970年に現在の味丹企股份有限公司と改名し、1973年より、インスタントラーメンの製造を行っている。
「味味一品」や「味味A」といったインスタントラーメンや調味料、飲料、健康食品を製造している。また、中国やベトナムに子会社を設立しており、香港証券取引所にも上場している。

## 主な商品

### インスタントラーメン・カップラーメン
- 味味一品[6]
- 味味A[7]
- 449乾麺舗[8]
- 雙響泡[9]
- 真麺堂[10]
- 隋綠[11]
- 味味麺[12]
- 美味小舗[13]
- 享味食光[14]

### 調味料
- 味丹味精[15]

### 飲料
- 多渇水[16]
- 味丹茶飲[17]
- 味丹果汁[18]
- 綠力運動飲料[19]